# Nitrony
Nitrony jsou organické sloučeniny obsahující nitronovou funkční skupinu R1R2C=NR +
3 O− (přičemž R3 není vodík); jedná se o N-oxidy iminů. Nitrony mají 1,3-dipolární molekuly a díky tomu se používají k provádění 1,3-dipolárních cykloadicí. Dále mohou podstoupit [3+3] cykloadice za vzniku šestičlenných cyklů i [5+2] cykloadice, při kterých se utváří sedmičlenné cykly. Nitrony by neměly být zaměňovány s nitreny.

## Vznik
Nitrony se nejčastěji připravují oxidací hydroxylaminů či kondenzací monosubstituovaných hydroxylaminů s karbonylovými sloučeninami (ketony nebo aldehydy). K oxidaci se obvykle používá oxid rtuťnatý
Využitím kondenzace karbonylových sloučenin lze omezit vedlejší reakce.
U mnoha nitronů dochází k dimerizaci, které je možné zamezit použitím nadbytku nitronu nebo zvýšením teploty.

## Reakce
Jelikož jsou nitrony 1,3-dipolární látky, tak mohou podstoupit 1,3-dipolární cykloadice. Při reakci nitronu s alkenem jako dipolarofilem vzniká isoxazolidin: